# Lijst van rijksmonumenten in Amsterdam-West
Een overzicht van rijksmonumenten in de stad Amsterdam. Van de 7.324 inschrijvingen (inclusief onderdelen van objecten) in Amsterdam liggen 123 inschrijvingen in stadsdeel West.
| Object | Oorspronkelijke functie?    | Bouwjaar               | Architect                                     | Locatie                                   | Coördinaten?                  | Nr.?   | Afbeelding |
| --- | --------------------------- | ---------------------- | --------------------------------------------- | ----------------------------------------- | ----------------------------- | ------ | --- |
| De Blom | Industrie- en poldermolen   | 1878                   |                                               | Haarlemmerweg 465                         | 52° 23' 5" NB, 4° 51' 36" OL  | 1442   | Meer afbeeldingen |
| Zevenlandenhuizen: Duitsland                                                                                         | Woonhuis                    | 1894                   | Tjeerd Kuipers                                | Roemer Visscherstraat 20                  | 52° 21' 42" NB, 4° 52' 39" OL | 491879 | Meer afbeeldingen |
| Zevenlandenhuizen: Frankrijk                                                                                         | Woonhuis                    | 1894                   | Tjeerd Kuipers                                | Roemer Visscherstraat 22                  | 52° 21' 42" NB, 4° 52' 39" OL | 491886 | Meer afbeeldingen |
| Zevenlandenhuizen: Spanje                                                                                            | Woonhuis                    | 1894                   | Tjeerd Kuipers                                | Roemer Visscherstraat 24                  | 52° 21' 42" NB, 4° 52' 39" OL | 491894 | Meer afbeeldingen |
| Zevenlandenhuizen: Italië                                                                                            | Woonhuis                    | 1894                   | Tjeerd Kuipers                                | Roemer Visscherstraat 26                  | 52° 21' 42" NB, 4° 52' 38" OL | 491901 | Meer afbeeldingen |
| Zevenlandenhuizen: Rusland                                                                                           | Woonhuis                    | 1894                   | Tjeerd Kuipers                                | Roemer Visscherstraat 28                  | 52° 21' 42" NB, 4° 52' 38" OL | 491909 | Meer afbeeldingen |
| Zevenlandenhuizen: Nederland                                                                                         | Woonhuis                    | 1894                   | Tjeerd Kuipers                                | Roemer Visscherstraat 30                  | 52° 21' 41" NB, 4° 52' 38" OL | 491917 | Meer afbeeldingen |
| Zevenlandenhuizen: Engeland                                                                                          | Woonhuis                    | 1894                   | Tjeerd Kuipers                                | Roemer Visscherstraat 30A                 | 52° 21' 41" NB, 4° 52' 37" OL | 491924 | Meer afbeeldingen |
| Villa in eclectische stijl met bijbehorend hekwerk                                                                   | Woonhuis                    | ca. 1895               | E. van der Eyk & J.A. de Waal                 | Roemer Visscherstraat 47                  | 52° 21' 39" NB, 4° 52' 33" OL | 492074 | Villa in eclectische stijl met bijbehorend hekwerk                                                                   |
| Oranjerie | Tuin, park en plantsoen     | 1890                   |                                               | Zandpad 2C                                | 52° 21' 41" NB, 4° 52' 45" OL | 491934 | Oranjerie |
| Tuinmanswoning | Dienstwoning                | 1853                   |                                               | Zandpad 3                                 | 52° 21' 41" NB, 4° 52' 45" OL | 491941 | Tuinmanswoning |
| Amsterdamsche Huishoudschool                                                                                         | Onderwijs en wetenschap     | 1894-1895              | C.B. Posthumus Meyjes                         | Zandpad 5                                 | 52° 21' 40" NB, 4° 52' 41" OL | 492059 | Meer afbeeldingen |
| Villa Betty | Woonhuis                    | 1877-1878              | Petrus Franciscus Laarman                     | Overtoom 241, Amsterdam                   | 52° 21' 37" NB, 4° 52' 9" OL  | 491951 | Meer afbeeldingen |
| Villa Betty: koetshuis met koetsierswoning en poort                                                                  | Opslag                      | 1900                   | Petrus Franciscus Laarman                     | Overtoom 243-245                          | 52° 21' 39" NB, 4° 52' 6" OL  | 491961 | Meer afbeeldingen |
| Villa Betty: voetbrug met imitatie-boomstronk                                                                        | Brug                        | laatste kwart 19e eeuw | Petrus Franciscus Laarman                     | Overtoom bij 241                          | 52° 21' 37" NB, 4° 52' 9" OL  | 491971 | Meer afbeeldingen |
| Autopongebouw | Autoshowroom en galerijflat | 1959-1961              | Ben Ingwersen                                 | Overtoom 527-545                          | 52° 21' 26" NB, 4° 51' 22" OL | 532201 | Meer afbeeldingen |
| Logegebouw met verenigingslokaal en conciërgewoning,                                                                 | Vergadering en vereniging   | 1910-1911              | P.J.H. Cuypers                                | Vondelstraat 39                           | 52° 21' 42" NB, 4° 52' 34" OL | 492004 | Meer afbeeldingen |
| Villa in neo-Hollandse Renaissance stijl                                                                             | Woonhuis                    | 1879-1880              | A.L. van Gendt                                | Vondelstraat 13                           | 52° 21' 45" NB, 4° 52' 42" OL | 492011 | Meer afbeeldingen |
| Villa in neogotisch-renaissancistische stijl                                                                         | Woonhuis                    | 1870-1882              | 47: Johan Heinrich Schmitz 49: H.H.J. Hogeman | Vondelstraat 47-49                        | 52° 21' 42" NB, 4° 52' 32" OL | 492018 | Villa in neogotisch-renaissancistische stijl                                                                         |
| Nieuw Leyerhoven | Woonhuis                    | 1876-1877              | P.J.H. Cuypers                                | Vondelstraat 73                           | 52° 21' 39" NB, 4° 52' 25" OL | 492043 | Nieuw Leyerhoven |
| Nieuw Leyerhoven | Woonhuis                    | 1876-1877              | P.J.H. Cuypers                                | Vondelstraat 75A                          | 52° 21' 39" NB, 4° 52' 25" OL | 492050 | Meer afbeeldingen |
| Oud Leyerhoven | Woonhuis                    | 1884                   | J. Cuypers                                    | Tesselschadestraat 31                     | 52° 21' 44" NB, 4° 52' 41" OL | 492066 | Meer afbeeldingen |
| Gebouw Verkeerspolitie                                                                                               | Overheidsgebouw             | 1923-1924              | P.L. Marnette                                 | Overtoom 39-41, Amsterdam                 | 52° 21' 47" NB, 4° 52' 38" OL | 492082 | Meer afbeeldingen |
| Sint-Josephkerk | Kerk en kerkonderdeel       | 1950-1952              | G.H.M. Holt en K.P. Tholens                   | Erik de Roodestraat 14-16                 | 52° 22' 25" NB, 4° 50' 41" OL | 530737 | Meer afbeeldingen |
| Parkkerk | Kerk en kerkonderdeel       | 1917-1918              | Ernst Roest                                   | Gerard Brandtstraat 26                    | 52° 21' 35" NB, 4° 52' 6" OL  | 492090 | Meer afbeeldingen |
| Paviljoen 'Vondelpark'                                                                                               | Horeca                      | 1879-1881              | W. Hamer                                      | Vondelpark 3                              | 52° 21' 40" NB, 4° 52' 30" OL | 504833 | Meer afbeeldingen |
| Paardentramremise | Opslag                      | 1876                   | A.L. van Gendt                                | Overtoom 373                              | 52° 21' 34" NB, 4° 51' 46" OL | 511179 | Meer afbeeldingen |
| Kantoorgebouw van de voormalige Paardentramremise                                                                    | Transport                   | 1876                   | A.L. van Gendt                                | Overtoom 373A                             | 52° 21' 34" NB, 4° 51' 46" OL | 513944 | Kantoorgebouw van de voormalige Paardentramremise                                                                    |
| Wilhelmina-Gasthuis: hoofdgebouw- en poort                                                                           | Handel en kantoor           | 1891-1893              | H. Leguyt                                     | Helmersplantsoen 1                        | 52° 21' 46" NB, 4° 52' 14" OL | 524814 | Meer afbeeldingen |
| Wilhelmina-Gasthuis: chirurgische kliniek                                                                            | Gezondheidszorg             | 1932-1933              | Eduard Pieter Messer                          | WG-Plein 100-873                          | 52° 21' 52" NB, 4° 52' 14" OL | 524815 | Meer afbeeldingen |
| Wilhelmina-Gasthuis: laboratorium                                                                                    | Onderwijs en wetenschap     | 1928-1930              | Allard Remco Hulshoff                         | Arie Biemondstraat 105-111                | 52° 21' 47" NB, 4° 52' 16" OL | 524816 | Meer afbeeldingen |
| Wilhelmina-Gasthuis: röntgengebouw                                                                                   | Gezondheidszorg             | 1925                   | Dienst der Publieke Werken                    | WG-plein 879-881                          | 52° 21' 46" NB, 4° 52' 14" OL | 524817 | Upload foto |
| Remise Tollensstraat: vijf sprongsgewijze in lengte toenemende tramstallingsruimten                                  | Opslag                      | 1901-1903              | Dienst der Publieke Werken                    | Tollensstraat 60                          | 52° 22' 2" NB, 4° 52' 6" OL   | 524819 | Remise Tollensstraat: vijf sprongsgewijze in lengte toenemende tramstallingsruimten                                  |
| Remise Tollensstraat: dienstwoning                                                                                   | Dienstwoning                | 1901-1903              | Dienst der Publieke Werken                    | Bellamyplein 57                           | 52° 22' 2" NB, 4° 52' 7" OL   | 524820 | Meer afbeeldingen |
| Remise Tollensstraat: twee werkplaatsen                                                                              | Industrie                   | 1903                   | Dienst der Publieke Werken                    | Tollensstraat 60                          | 52° 22' 2" NB, 4° 52' 6" OL   | 524821 | Remise Tollensstraat: twee werkplaatsen                                                                              |
| Remise Tollensstraat: voormalig magazijn                                                                             | Opslag                      | 1901-1902              | Dienst der Publieke Werken                    | Hannie Dankbaarpassage 2                  | 52° 22' 2" NB, 4° 52' 6" OL   | 524822 | Upload foto |
| Remise Tollensstraat: dienstwoning                                                                                   | Dienstwoning                | 1908                   | Dienst der Publieke Werken                    | Tollensstraat 61                          | 52° 22' 1" NB, 4° 52' 10" OL  | 524823 | Remise Tollensstraat: dienstwoning                                                                                   |
| Remise Tollensstraat: dienstwoning                                                                                   | Dienstwoning                | 1901-1903              | Dienst der Publieke Werken                    | Tollensstraat 62                          | 52° 22' 2" NB, 4° 52' 7" OL   | 524824 | Remise Tollensstraat: dienstwoning                                                                                   |
| Remise Tollensstraat: dubbele dienstwoning                                                                           | Dienstwoning                | 1908                   | Dienst der Publieke Werken                    | Bilderdijkkade 60-62                      | 52° 22' 2" NB, 4° 52' 7" OL   | 524825 | Meer afbeeldingen |
| Ommuring Remise Tollensstraat: ommuring                                                                              | Erfscheiding                | 1908                   | Dienst der Publieke Werken                    | Bellamyplein ongd                         | 52° 22' 2" NB, 4° 52' 7" OL   | 524826 | Meer afbeeldingen |
| Tetterode: fabriek                                                                                                   | Industrie                   | 1902-1903              | J.W.F. Hartkamp                               | Bilderdijkstraat 163                      | 52° 22' 5" NB, 4° 52' 20" OL  | 524828 | Meer afbeeldingen |
| Tetterode: fabrieksgebouw, centrale uitbreiding uit 1909                                                             | Industrie                   | 1909-1912              | J.W.F. Hartkamp                               | Da Costakade 158-164                      | 52° 22' 5" NB, 4° 52' 20" OL  | 524829 | Meer afbeeldingen |
| Tetterode: voormalige melkfabriek, uit 1898, verbouwd in 1921 en opgenomen in het complex                            | Industrie                   | 1898                   | J.W.F. Hartkamp                               | Bilderdijkstraat 159                      | 52° 22' 5" NB, 4° 52' 20" OL  | 524830 | Meer afbeeldingen |
| Tetterode: fabrieksuitbreiding van de lettergieterij                                                                 | Industrie                   | 1940-1951              | B. Merkelbach en Ch.J.F. Karsten              | Da Costakade 148                          | 52° 22' 5" NB, 4° 52' 20" OL  | 524831 | Meer afbeeldingen |
| Evangelisch Lutherse Diaconiehof voorheen o.a. Zwaardvegershof                                                       | Sociale zorg, liefdadigh.   | 1907-1909              | Dirk van Oort                                 | Staringplein 9                            | 52° 21' 39" NB, 4° 51' 49" OL | 524832 | Meer afbeeldingen |
| Hoofdkantoor Gemeentetram                                                                                            | Overheidsgebouw             | 1921-1923              | P.L. Marnette                                 | Stadhouderskade 1                         | 52° 21' 50" NB, 4° 52' 45" OL | 491984 | Meer afbeeldingen |
| Utilitair bijgebouw                                                                                                  | Straatmeubilair             | 1921-1923              | P.L. Marnette                                 | Stadhouderskade bij 1                     | 52° 21' 51" NB, 4° 52' 45" OL | 491994 | Utilitair bijgebouw                                                                                                  |
| Pastorie | Kerkelijke dienstwoning     | 1882                   | P.J.H. Cuypers                                | Vondelstraat 108                          | 52° 21' 42" NB, 4° 52' 25" OL | 524833 | Pastorie |
| Voormalig wijnpakhuis                                                                                                | Opslag                      | 1903-1904              | L.J. Neumeyer                                 | Da Costakade 102                          | 52° 22' 11" NB, 4° 52' 17" OL | 524834 | Meer afbeeldingen |
| Woonhuis in een mengsel van neogotiek en neorenaissance, gevelmozaïek                                                | Gebouw                      | 1882                   | P.J.H. Cuypers                                | Vondelstraat 77                           | 52° 21' 39" NB, 4° 52' 22" OL | 5905   | Meer afbeeldingen |
| Woonhuis in een mengsel van neogotiek en neorenaissance.                                                             | Gebouw                      | 1882                   | P.J.H. Cuypers                                | Vondelstraat 79                           | 52° 21' 39" NB, 4° 52' 22" OL | 5906   | Meer afbeeldingen |
| Vondelkerk | Kerk en kerkonderdeel       | 1870-1880              | P.J.H. Cuypers                                | Vondelstraat 120A                         | 52° 21' 41" NB, 4° 52' 25" OL | 5907   | Meer afbeeldingen |
| Hollandse Manege | Gebouw                      | 1880                   | A.L. van Gendt                                | Vondelstraat 140                          | 52° 21' 41" NB, 4° 52' 19" OL | 5908   | Meer afbeeldingen |
| De Otter | Industrie- en poldermolen   | 1631 / 1996            |                                               | Gillis van Ledenberchstraat 78            | 52° 22' 34" NB, 4° 52' 15" OL | 1198   | De Otter |
| Huizenblok 'Het Schip'                                                                                               | Woonhuis                    | 1917                   | M. de Klerk                                   | Oostzaanstraat 1                          | 52° 23' 24" NB, 4° 52' 27" OL | 3961   | Meer afbeeldingen |
| Huizenblok | Woonhuis                    | 1914                   | M. de Klerk                                   | Spaarndammerplantsoen 33                  | 52° 23' 23" NB, 4° 52' 34" OL | 5499   | Meer afbeeldingen |
| Huizenblok | Woonhuis                    | 1913                   | M. de Klerk                                   | Spaarndammerplantsoen 68                  | 52° 23' 25" NB, 4° 52' 32" OL | 5500   | Meer afbeeldingen |
| Pakhuis D'Rave | Opslag                      | 18e eeuw               |                                               | Zoutkeetsgracht 114                       | 52° 23' 19" NB, 4° 53' 19" OL | 6569   | Meer afbeeldingen |
| Pakhuis 'T Hart | Opslag                      | 18e eeuw               |                                               | Zoutkeetsgracht 116                       | 52° 23' 19" NB, 4° 53' 19" OL | 6570   | Meer afbeeldingen |
| Pakhuis met puntgevel                                                                                                | Gebouw                      | 18e eeuw               |                                               | Zoutkeetsgracht 118                       | 52° 23' 19" NB, 4° 53' 18" OL | 6571   | Meer afbeeldingen |
| Gemaal annex sluiswachterswoning                                                                                     | Dienstwoning                | 1884                   | Isaac Gosschalk                               | Haarlemmerweg 20                          | 52° 21' 29" NB, 4° 56' 22" OL | 526736 | Gemaal annex sluiswachterswoning                                                                                     |
| Schutsluis | Waterkering en -doorlaat    | 1884                   | Isaac Gosschalk                               | Haarlemmerweg bij 20                      | 52° 21' 29" NB, 4° 56' 22" OL | 526737 | Schutsluis |
| Westergasfabriek: zuiveringsgebouw                                                                                   | Nutsbedrijf                 |                        | Isaac Gosschalk                               | Haarlemmerweg 8                           | 52° 23' 12" NB, 4° 52' 31" OL | 337504 | Meer afbeeldingen |
| Westergasfabriek: regulateurshuis met cokeskantoor                                                                   | Nutsbedrijf                 |                        | Isaac Gosschalk                               | Haarlemmerweg 8                           | 52° 23' 9" NB, 4° 52' 30" OL  | 337511 | Meer afbeeldingen |
| Westergasfabriek: ingenieurswoning                                                                                   | Dienstwoning                | 1885                   | Isaac Gosschalk                               | Haarlemmerweg 4                           | 52° 23' 10" NB, 4° 52' 31" OL | 337585 | Meer afbeeldingen |
| Westergasfabriek: werkplaatsgebouw                                                                                   | Industrie                   |                        | Isaac Gosschalk                               | Haarlemmerweg 8                           | 52° 23' 12" NB, 4° 52' 31" OL | 337594 | Meer afbeeldingen |
| Westergasfabriek: kantoorgebouw                                                                                      | Handel en kantoor           | 1885                   | Isaac Gosschalk                               | Haarlemmerweg 8                           | 52° 23' 12" NB, 4° 52' 31" OL | 337600 | Meer afbeeldingen |
| Westergasfabriek: assistent-ingenieuwswoning                                                                         | Dienstwoning                |                        | Isaac Gosschalk                               | Haarlemmerweg 8                           | 52° 23' 12" NB, 4° 52' 31" OL | 337606 | Meer afbeeldingen |
| Westergasfabriek: machinegebouw                                                                                      | Nutsbedrijf                 |                        | Isaac Gosschalk                               | Haarlemmerweg 8                           | 52° 23' 12" NB, 4° 52' 31" OL | 337611 | Meer afbeeldingen |
| Westergasfabriek: westelijk meterhuisje                                                                              | Nutsbedrijf                 |                        | Isaac Gosschalk                               | Haarlemmerweg 8                           | 52° 23' 12" NB, 4° 52' 31" OL | 337616 | Meer afbeeldingen |
| Westergasfabriek: oostelijk meterhuisje                                                                              | Nutsbedrijf                 |                        | Isaac Gosschalk                               | Haarlemmerweg 8                           | 52° 23' 9" NB, 4° 52' 30" OL  | 337621 | Meer afbeeldingen |
| Westergasfabriek: ketelhuis                                                                                          | Nutsbedrijf                 |                        | Isaac Gosschalk                               | Haarlemmerweg 8                           | 52° 23' 12" NB, 4° 52' 31" OL | 337627 | Meer afbeeldingen |
| Westergasfabriek: westelijke bazenwoning                                                                             | Dienstwoning                |                        | Isaac Gosschalk                               | Haarlemmerweg 14                          | 52° 23' 11" NB, 4° 52' 13" OL | 337633 | Meer afbeeldingen |
| Westergasfabriek: oostelijke bazenwoning                                                                             | Dienstwoning                |                        | Isaac Gosschalk                               | Haarlemmerweg 12                          | 52° 23' 11" NB, 4° 52' 14" OL | 337639 | Meer afbeeldingen |
| Westergasfabriek: gashouder                                                                                          | Nutsbedrijf                 | 1902                   | Isaac Gosschalk                               | Haarlemmerweg 8                           | 52° 23' 13" NB, 4° 52' 8" OL  | 337644 | Meer afbeeldingen |
| Houtzaagmolencomplex: paltrokmolen "De Otter", westelijke houtloods en zuidelijke houtloods                          | Gebouw                      | 1638 (molen)           |                                               | Gillis van Ledenberchstraat bij 74        | 52° 22' 35" NB, 4° 52' 16" OL | 408757 | Meer afbeeldingen |
| De Otter: Houten loods                                                                                               | Gebouw                      | 17e eeuw (oorsprong)   |                                               | Gillis van Ledenberchstraat bij 74        | 52° 22' 35" NB, 4° 52' 16" OL | 408758 | Meer afbeeldingen |
| De Otter: Houtloods                                                                                                  | Gebouw                      | 17e eeuw (oorsprong)   |                                               | Gillis van Ledenberchstraat bij 74        | 52° 22' 35" NB, 4° 52' 16" OL | 408759 | Meer afbeeldingen |
| Graansilo Korthals Altes                                                                                             | Opslag                      | 1896-1898              | J.F. Klinkhamer en A.L. van Gendt             | Silodam 100-256                           | 52° 23' 30" NB, 4° 53' 26" OL | 422518 | Meer afbeeldingen |
| Westergasfabriek: regulatorhuis 2                                                                                    | Nutsbedrijf                 | 1905                   | Isaac Gosschalk                               | Polonceaukade 40                          | 52° 23' 9" NB, 4° 51' 56" OL  | 512959 | Meer afbeeldingen |
| Westergasfabriek: ketelhuis ammoniakfabriek                                                                          | Industrie                   | 1901                   | Isaac Gosschalk                               | Polonceaukade 27                          | 52° 23' 10" NB, 4° 51' 58" OL | 512960 | Meer afbeeldingen |
| Westergasfabriek: voormalige Watergasbriek (later transformatorhuis)                                                 | Nutsbedrijf                 | 1904                   | Isaac Gosschalk                               | Klönneplein 2                             | 52° 23' 11" NB, 4° 52' 25" OL | 512961 | Meer afbeeldingen |
| Westergasfabriek: ladderhuis                                                                                         | Industrie                   | 1904                   | Isaac Gosschalk                               | Klönneplein 10                            | 52° 23' 11" NB, 4° 52' 23" OL | 512962 | Meer afbeeldingen |
| Westergasfabriek: ketelhuis 9                                                                                        | Industrie                   | 1885                   | Isaac Gosschalk                               | Gosschalklaan 12                          | 52° 23' 11" NB, 4° 52' 5" OL  | 512963 | Meer afbeeldingen |
| Pompstation Gemeentewaterleidingen Amsterdam: voormalig pompgebouw                                                   | Nutsbedrijf                 | 1897-1899              | Dienst der Publieke Werken                    | Watertorenplein bij 4A                    | 52° 22' 44" NB, 4° 52' 14" OL | 526713 | Pompstation Gemeentewaterleidingen Amsterdam: voormalig pompgebouw                                                   |
| Pompstation Gemeentewaterleidingen Amsterdam: octogonaal windketelgebouw (expansiehuis)                              | Industrie                   | 1897-1899              | Dienst der Publieke Werken                    | Watertorenplein 8C                        | 52° 22' 44" NB, 4° 52' 14" OL | 526714 | Pompstation Gemeentewaterleidingen Amsterdam: octogonaal windketelgebouw (expansiehuis)                              |
| Pompstation Gemeentewaterleidingen Amsterdam: voormalig magazijngebouw                                               | Opslag                      | begin 20e eeuw         | Dienst der Publieke Werken                    | Watertorenplein 2A t/m M                  | 52° 22' 44" NB, 4° 52' 14" OL | 526715 | Pompstation Gemeentewaterleidingen Amsterdam: voormalig magazijngebouw                                               |
| Zaanhofcomplex: zuidelijke woonblok op U-vormig grondplan bestaat uit 82 gestapelde woningen                         | Woonhuis                    | 1916-1918              | Herman Walenkamp                              | Zaanhof 1                                 | 52° 23' 29" NB, 4° 52' 18" OL | 526717 | Zaanhofcomplex: zuidelijke woonblok op U-vormig grondplan bestaat uit 82 gestapelde woningen                         |
| Zaanhofcomplex: westelijk woonblok met 14 woningen, gebouwd op de plek van een later afgeblazen plan voor een school | Woonhuis                    | 1934                   | A. Oesterman                                  | Zaanhof 83                                | 52° 23' 31" NB, 4° 52' 17" OL | 526718 | Zaanhofcomplex: westelijk woonblok met 14 woningen, gebouwd op de plek van een later afgeblazen plan voor een school |
| Zaanhofcomplex: noordelijke woonblok op U-vormig grondplan bestaat uit 38 gestapelde woningen                        | Woonhuis                    | 1916-1918              | Herman Walenkamp                              | Zaanhof 97                                | 52° 23' 33" NB, 4° 52' 17" OL | 526719 | Zaanhofcomplex: noordelijke woonblok op U-vormig grondplan bestaat uit 38 gestapelde woningen                        |
| Woningbouwcomplex De Bazel: noordwestelijk woonblok (A)                                                              | Woonhuis                    | 1918-1923              | K.P.C. de Bazel                               | Koogstraat 2                              | 52° 23' 32" NB, 4° 52' 23" OL | 526721 | Meer afbeeldingen |
| Woningbouwcomplex De Bazel: oostelijk woonblok (C)                                                                   | Woonhuis                    | 1918-1923              | K.P.C. de Bazel                               | Spaarndammerdijk 23a t/m d                | 52° 23' 32" NB, 4° 52' 35" OL | 526722 | Meer afbeeldingen |
| Woningbouwcomplex De Bazel: zuidwestelijk woonblok (B)                                                               | Woonhuis                    | 1918-1923              | K.P.C. de Bazel                               | Oostzaanstraat 188                        | 52° 23' 29" NB, 4° 52' 26" OL | 526723 | Meer afbeeldingen |
| Woningbouwcomplex De Bazel: zuidoostelijk woonblok (D)                                                               | Woonhuis                    | 1918-1923              | K.P.C. de Bazel                               | Zaandammerplein 9                         | 52° 23' 31" NB, 4° 52' 32" OL | 526724 | Meer afbeeldingen |
| Woningbouwcomplex Schaepmanstraat: langgerekt woonblok (A)                                                           | Woonhuis                    | 1917-1918              | H.P. Berlage en J.C. van Epen                 | Van Hallstraat 501                        | 52° 22' 49" NB, 4° 52' 18" OL | 526726 | Woningbouwcomplex Schaepmanstraat: langgerekt woonblok (A)                                                           |
| Woningbouwcomplex Schaepmanstraat: woonblok (B) met etagewoningen                                                    | Woonhuis                    | 1917-1918              | H.P. Berlage en J.C. van Epen                 | Schaepmanstraat 17                        | 52° 22' 46" NB, 4° 52' 15" OL | 526727 | Woningbouwcomplex Schaepmanstraat: woonblok (B) met etagewoningen                                                    |
| Woningbouwcomplex Schaepmanstraat: woonblok (C) op Z-vormige plattegrond                                             | Woonhuis                    | 1917-1918              | H.P. Berlage en J.C. van Epen                 | Schaepmanstraat 88                        | 52° 22' 50" NB, 4° 52' 12" OL | 526728 | Woningbouwcomplex Schaepmanstraat: woonblok (C) op Z-vormige plattegrond                                             |
| Patrimonium: half vrijstaand noordelijk bouwblok (A)                                                                 | Woonhuis                    | 1918-1919              | Tjeerd Kuipers en Arnold Ingwersen            | Spaarndammerdijk 240                      | 52° 23' 31" NB, 4° 52' 16" OL | 526730 | Meer afbeeldingen |
| Patrimonium: zuidwestelijk bouwblok (B)                                                                              | Woonhuis                    | 1918-1919              | Tjeerd Kuipers en Arnold Ingwersen            | Zaanstraat 250                            | 52° 23' 27" NB, 4° 52' 19" OL | 526731 | Patrimonium: zuidwestelijk bouwblok (B)                                                                              |
| Patrimonium: zuidoostelijk bouwblok (C)                                                                              | Woonhuis                    | 1918-1919              | Tjeerd Kuipers en Arnold Ingwersen            | Hembrugstraat 300                         | 52° 23' 28" NB, 4° 52' 24" OL | 526732 | Patrimonium: zuidoostelijk bouwblok (C)                                                                              |
| Patrimonium: vrijliggend bouwblok (D)                                                                                | Woonhuis                    | 1918-1919              | Tjeerd Kuipers en Arnold Ingwersen            | Hembrugstraat 336                         | 52° 23' 28" NB, 4° 52' 22" OL | 526733 | Patrimonium: vrijliggend bouwblok (D)                                                                                |
| Patrimonium: vrijliggend bouwblok (B)                                                                                | Woonhuis                    | 1918-1919              | Tjeerd Kuipers en Arnold Ingwersen            | Hembrugstraat 342                         | 52° 23' 27" NB, 4° 52' 21" OL | 526734 | Patrimonium: vrijliggend bouwblok (B)                                                                                |
| Fabrieksgebouw drukinktfabriek Gebr. Hartmann's Graficolor N.V.                                                      | Industrie                   | 1938-1939              | B. Merkelbach en Ch.J.F. Karsten              | Van Hallstraat 290                        | 52° 22' 44" NB, 4° 52' 20" OL | 526738 | Meer afbeeldingen |
| Pakhuizen Medan/Bindjeij/Laboean                                                                                     | Opslag                      | 1895                   | Willem Hamer                                  | Nova Zemblastraat 2A t/m 6L               | 52° 23' 25" NB, 4° 53' 4" OL  | 526740 | Meer afbeeldingen |
| Het Veem | Opslag                      | 1896-1897              | Foeke en Roelof Kuipers                       | Van Diemenstraat 406-412                  | 52° 23' 25" NB, 4° 53' 13" OL | 526741 | Meer afbeeldingen |
| Rochdale | Woonhuis                    | 1908                   | Jan Ernst van der Pek                         | Van Beuningenstraat 97                    | 52° 23' 0" NB, 4° 52' 29" OL  | 526742 | Rochdale |
| Voormalige Willem Barentszschool                                                                                     | Onderwijs en wetenschap     | 1923                   | K.P.C. de Bazel                               | Zaandammerplein 50                        | 52° 23' 30" NB, 4° 52' 29" OL | 526743 | Meer afbeeldingen |
| ANEM Fabrieksgebouw                                                                                                  | Nutsbedrijf                 | 1919-1920              | Groenendijk & Lammers                         | Haarlemmerweg 315a t/m d                  | 52° 23' 7" NB, 4° 52' 35" OL  | 526744 | Meer afbeeldingen |
| Pakhuizen Deli/Langkat/Serdang                                                                                       | Opslag                      | 1903-1904              | Willem Hamer jr.                              | Nova Zemblastraat 8A t/m 12G              | 52° 23' 24" NB, 4° 52' 50" OL | 526745 | Meer afbeeldingen |
| Van Noordschool | Onderwijs en wetenschap     | 1915                   | Dienst der Publieke Werken                    | Tasmanstraat 15                           | 52° 23' 26" NB, 4° 53' 2" OL  | 526746 | Meer afbeeldingen |
| Brug 382 | Brug                        | 1935                   | P.L. Kramer                                   | Jan van Galenstraat/Westelijk Marktkanaal | 52° 22' 28" NB, 4° 51' 20" OL | 526747 | Meer afbeeldingen |
| Centrale Markthallen                                                                                                 | Handel en kantoor           | 1932-1934              | Nico Lansdorp                                 | Jan van Galenstraat 4                     | 52° 22' 35" NB, 4° 52' 3" OL  | 526739 | Meer afbeeldingen |
| Woonblok met arbeiderswoningen en winkels                                                                            | Woonhuis                    | 1922-1927              | H.P. Berlage                                  | Mercatorplein 1                           | 52° 22' 9" NB, 4° 51' 1" OL   | 527135 | Meer afbeeldingen |
| Woonblok met arbeiderswoningen en winkels                                                                            | Woonhuis                    | 1922-1927              | H.P. Berlage                                  | Jan Evertsenstraat 144                    | 52° 22' 13" NB, 4° 50' 60" OL | 527136 | Woonblok met arbeiderswoningen en winkels                                                                            |
| Woonblok met arbeiderswoningen en winkels                                                                            | Woonhuis                    | 1922-1927              | H.P. Berlage                                  | Mercatorplein 2                           | 52° 22' 11" NB, 4° 51' 6" OL  | 527137 | Meer afbeeldingen |
| Jeruzalemkerk | Kerk en kerkonderdeel       | 1928-1929              | Ferdinand B. Jantzen                          | Jan Maijenstraat 14                       | 52° 22' 17" NB, 4° 51' 7" OL  | 527155 | Meer afbeeldingen |
| Jan Maijenschool | Onderwijs en wetenschap     | 1926                   | J.W. Frantzen                                 | Jan Maijenstraat 11-17                    | 52° 22' 16" NB, 4° 51' 10" OL | 527156 | Meer afbeeldingen |
| Het Sieraad | Onderwijs en wetenschap     | 1921-1923              | A.J. Westerman                                | Postjesweg 1                              | 52° 21' 52" NB, 4° 51' 32" OL | 527153 | Meer afbeeldingen |
| Corantijnschool | Onderwijs en wetenschap     | 1922-1923              | Dienst der Publieke Werken                    | Corantijnstraat 2                         | 52° 21' 43" NB, 4° 51' 9" OL  | 527154 | Meer afbeeldingen |
| Sint Franciscus van Assisi (De Boomkerk)                                                                             | Kerk en kerkonderdeel       | 1910-1911              | P.J. Bekkers                                  | Admiraal de Ruijterweg 406                | 52° 22' 59" NB, 4° 51' 2" OL  | 529085 | Meer afbeeldingen |

## Sloterdijk
Het dorp Sloterdijk telt 7 inschrijvingen in het rijksmonumentenregister.
| Object                                                                               | Oorspronkelijke functie? | Bouwjaar                           | Architect | Locatie                     | Coördinaten?                  | Nr.?   | Afbeelding                                                                           |
| ------------------------------------------------------------------------------------ | ------------------------ | ---------------------------------- | --------- | --------------------------- | ----------------------------- | ------ | ------------------------------------------------------------------------------------ |
| Ten dele met riet gedekt huis                                                        | Gebouw                   | in de kern misschien nog 17e-eeuws |           | Spaarndammerdijk 657        | 52° 23' 14" NB, 4° 50' 47" OL | 6770   | Ten dele met riet gedekt huis                                                        |
| Langgerekt dwarshuis                                                                 | Gebouw                   | 18e eeuw                           |           | Spaarndammerdijk 663        | 52° 23' 14" NB, 4° 50' 47" OL | 6771   | Langgerekt dwarshuis                                                                 |
| Langgerekt dwarshuis                                                                 | Gebouw                   | 18e eeuw                           |           | Spaarndammerdijk 665 en 667 | 52° 23' 13" NB, 4° 50' 47" OL | 6772   | Meer afbeeldingen                                                                    |
| Consistoriekamer van de Hervormde gemeente. Houten gebouwtje met afgeschuinde hoeken | Gebouw                   | derde kwart 19e eeuw               |           | Spaarndammerdijk 675        | 52° 23' 13" NB, 4° 50' 49" OL | 6773   | Consistoriekamer van de Hervormde gemeente. Houten gebouwtje met afgeschuinde hoeken |
| Pastorie; breed huis onder schilddak                                                 | Gebouw                   | 18e eeuw of ouder                  |           | Spaarndammerdijk 677        | 52° 23' 12" NB, 4° 50' 49" OL | 6774   | Pastorie; breed huis onder schilddak                                                 |
| Petruskerk                                                                           | Kerk en kerkonderdeel    | 1664                               |           | Spaarndammerdijk 681        | 52° 23' 12" NB, 4° 50' 47" OL | 6775   | Meer afbeeldingen                                                                    |
| Voormalige kosters- doodgraverswoning                                                | Kerkelijke dienstwoning  | 1800-1850                          |           | Spaarndammerdijk 687        | 52° 23' 11" NB, 4° 50' 47" OL | 511489 | Voormalige kosters- doodgraverswoning                                                |